# エル (単位)
エル(ell)は、ヤード・ポンド法系の長さの単位である。現在では使用されていない単位であり、かつては洋裁、服飾関係者の間で使用されていた。
ellはelbow（肘）と同一語源で、元は（肘を含む）肩から手首まで長さに由来する身体尺である。後に、肘から指先までの長さであるキュビットと関連づけられた。イギリスではキュビットの2倍（タブルキュビット）とされ、その後、タブルキュビットよりもエルは長くなった。ほとんどの地域では、エル（またはそれに相当する単位）はキュビットより少し長くなったものとなっており、現在では、エルがキュビットの別名とされることがある。服飾関係で使用される寸法が長くなるのは、尺貫法における曲尺と鯨尺の関係と同じである。
- デンマーク -- 24インチ ＝ 62.77 cm
- プロイセン -- 25.5インチ ＝ 66.68 cm
- フランドル -- 27インチ ＝ 68.58 cm
- バイエルン -- 34.25インチ ＝ 83.30 cm
- スコットランド -- 37インチ ＝ 93.98 cm
- イングランド -- 45インチ ＝ 114.3 cm